# Lufubu
Le Lufubu est un cours d'eau au Congo-Kinshasa dans le bassin du fleuve Congo. 

## Géographie
Il est situé dans la partie centrale du pays, à 1 200 km à l'est de la capitale Kinshasa.